# ملعب ميت عقبة
ستاد ميت عقبة هو ستاد متعدد الاستخدامات يقع في محافظة الجيزة في مصر. وهو حاليا يستخدم في الغالب في مباريات كرة القدم حيث يستضيف مباريات العودة لنادي الترسانة ويتسع الأستاد لأكثر من 15,000 متفرج.